# Ordino-Arcalís
Koordinaten: 42° 37′ 55″ N, 1° 29′ 59″ O
Ordino-Arcalis ist eine Wintersport-Station in den Pyrenäen, in Andorra. Gemeinsam mit Pal Arinsal bildete es von 2005 bis 2015 das Wintersport-Gebiet Vallnord. Die Gemeinde liegt auf einer Höhe zwischen 1950 und 2625 Meter über dem Meer.

## Radsport

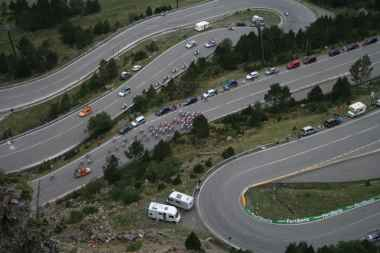
Anstieg bei der Vuelta 2005

Die Station ist für ihren harten Anstieg bekannt und wird oft bei großen Radrennen wie der Vuelta a España und der Tour de France angefahren. 1997 legte Jan Ullrich mit seiner Attacke hinauf nach Andorra Arcalis den Grundstein für seinen späteren Toursieg.

### Ankünfte bei der Vuelta
- 2000:  Félix Cárdenas
- 2001:  José María Jiménez (Zeitfahren)
- 2005:  Francisco Mancebo
- 2007:  Denis Menchov

### Ankünfte bei der Tour de France
- 1997:  Jan Ullrich
- 2009:  Brice Feillu
- 2016:  Tom Dumoulin